# 一個字頭的誕生
《一個字頭的誕生》是1997年上映的香港電影。杜琪峯監製，韋家輝導演，劉青雲、吳鎮宇主演。
本片為銀河映像的創業作品，於當時市道低迷的香港電影界縱然票房表現不佳，但日後被影迷奉為邪典電影，更定下了銀河映像製作作品的強烈風格。本片獲得第17屆香港電影金像獎三項獎項提名，更為第4屆香港電影評論學會大獎推薦電影之一。

## 剧情
黑社会马仔黄阿狗处于艰难的抉择中，要么继续浑浑噩噩的在黑道上混下去，要么轰轰烈烈的大干一场，不同的抉择也产生了两个截然不同的人生。
黄阿狗两次在黑帮小头目大宝的唆使下，参与或者不参与偷运黑车的勾当。第一个人生，懦弱的阿狗与几个同伙替黑帮偷运黑车，由于他们烏合之众手忙脚乱，最后客死他乡；第二个人生阿狗强悍神勇伟大，有义气有心计，雷厉风行当机立断，于是阿猫请他一起到台湾当杀手，机缘巧合造化弄人，虽付出惨重代价，却走向成功，独霸一方。

## 演员
| 演员   | 角色     | 备注 |
| 劉青雲 | 黃阿狗   |      |
| 吳鎮宇 | 陈小猫   |      |
| 李若彤 | 阿狗女友 |      |
| 徐锦江 | 波子坤   |      |
| 張達明 | 大宝     |      |
| 黄卓玲 | 大宝妻子 |      |
| 郑祖   | 大春     |      |
| 鄒凱光 | 丧基     |      |
| 宋本中 | 小春     |      |
| 戎祥   | 黑哥     |      |
| 戎祥   | 白哥     |      |
| 林照雄 | 圣公     |      |

## 獎项及提名
| 頒獎典禮                  | 獎項         | 名單                     | 結果 |
| ------------------------- | ------------ | ------------------------ | ---- |
| 第4屆香港電影評論學會大獎 | 最佳電影     | 不適用                   | 提名 |
| 第4屆香港電影評論學會大獎 | 最佳編劇     | 韋家輝、鄒凱光、司徒錦源 | 提名 |
| 第4屆香港電影評論學會大獎 | 推薦電影     | 不適用                   | 獲獎 |
| 第17屆香港電影金像獎      | 最佳編劇     | 韋家輝、鄒凱光、司徒錦源 | 提名 |
| 第17屆香港電影金像獎      | 最佳攝影     | 黃永恆                   | 提名 |
| 第17屆香港電影金像獎      | 最佳原創音樂 | 黃家倩                   | 提名 |
| 第3屆香港電影金紫荊獎     | 最佳導演     | 韋家輝                   | 提名 |
| 第3屆香港電影金紫荊獎     | 最佳編劇     | 韋家輝、鄒凱光、司徒錦源 | 獲獎 |
| 第3屆香港電影金紫荊獎     | 最佳男主角   | 劉青雲                   | 提名 |
| 第3屆香港電影金紫荊獎     | 最佳男配角   | 吳鎮宇                   | 獲獎 |
| 第3屆香港電影金紫荊獎     | 十大華語片   | 不適用                   | 獲獎 |

## 外部連結
- 香港影庫上《一個字頭的誕生》的資料（繁體中文）
- 開眼電影網上《一個字頭的誕生》的資料（繁體中文）
- 时光网上《一個字頭的誕生》的資料（简体中文）
- 豆瓣电影上《一個字頭的誕生》的資料 （简体中文）
- AllMovie上《一個字頭的誕生》的资料（英文）
- 爛番茄上《一個字頭的誕生》的資料（英文）
- 互联网电影数据库（IMDb）上《一個字頭的誕生》的资料（英文）